# Ludwik Zembrzuski
Ludwik Kacper Melchior Baltazar Zembrzuski (ur. 6 stycznia 1871 w Brzezicach, zm. 20 października 1962 w Malborku) – polski chirurg, historyk medycyny, pułkownik lekarz Wojska Polskiego.

## Życiorys
Ukończył rosyjskie Gimnazjum Męskie w Lublinie w 1891. W latach 1891–1897 odbył studia medyczne w Wydziale Lekarskim Cesarskim Uniwersytecie Warszawskim, a następnie studia uzupełniające w uniwersytecie w Wiedniu. W 1897 otrzymał dyplom lekarski, a w 1925 tytuł doktora medycyny UW, a w 1929 docenta historii i filozofii medycyny UW (praca Dzieje chirurgii w Polsce). 
Po ukończeniu studiów medycznych, w latach 1900–1905 pracował jako asystent Oddziału Chirurgicznego Szpitala Wolskiego, a następnie do 1919 był ordynatorem Oddziału Gruźlicy Kostno-Stawowej Miejskiego Szpitala Dziecięcego w Warszawie. W 1914 zrezygnował z czynnej praktyki chirurgicznej z powodu zranienia lewego palca wskazującego podczas operacji, w wyniku czego nastąpiło jego usztywnienie. Był członkiem Ligi Narodowej.
W latach 1919–1922 pracował jako szef Wydziału Szpitalnictwa Departamentu Sanitarnego Ministerstwa Spraw Wojskowych w Warszawie, a następnie do 1928, jako dyrektor nauk Oficerskiej Szkoły Sanitarnej w Warszawie. Z dniem 30 kwietnia 1928 został przeniesiony w stan spoczynku w stopniu pułkownika. 6 maja 1928 w Zamku Ujazdowskim w Warszawie został uroczyście pożegnany między innymi przez generałów: Stanisława Roupperta, Witolda Horodyńskiego, Wojciecha Rogalskiego.

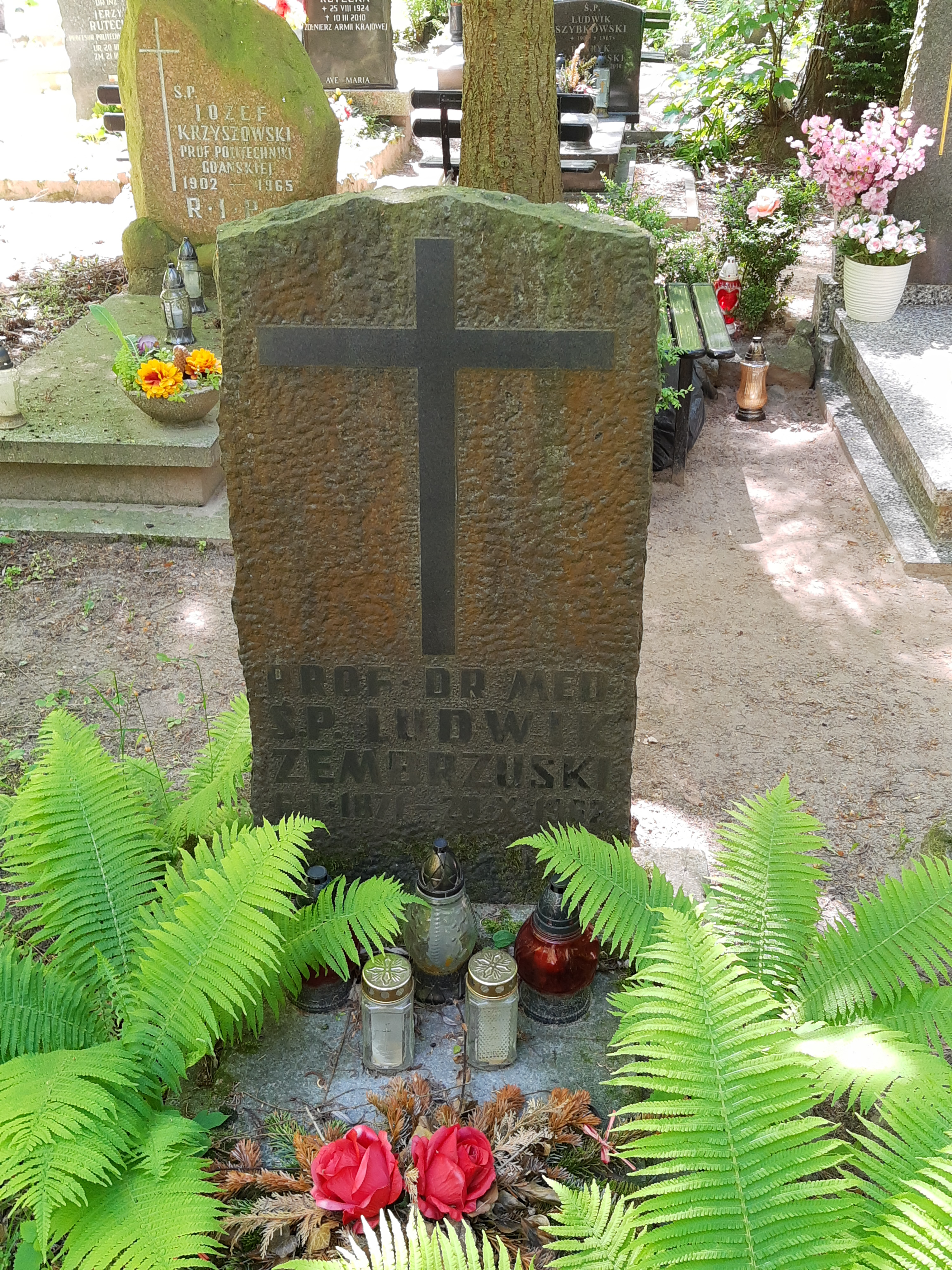
Grób Ludwika Zembrzuskiego na cmentarzu Srebrzysko w Gdańsku

W 1932 zorganizował Zakład Historii i Filozofii Medycyny Wydziału Lekarskiego Uniwersytetu Warszawskiego i kierował nim przez kolejnych siedem lat. Mieszkał w Warszawie przy ulicy Sewerynów 5. W 1936 otrzymał tytuł profesora nadzwyczajnego, a w 1947 profesora tytularnego. W latach 1945–1947 kierował katedrą Historii i Filozofii Medycyny Uniwersytetu Lubelskiego.
Od 1936 do 1939 był profesorem i wykładowcą etyki lekarskiej w warszawskiej Akademii Stomatologicznej.
Od 1933 członek korespondent, a od 1951 członek zwyczajny Towarzystwa Naukowego Warszawskiego. Był ponadto członkiem komisji historycznej nauk przyrodniczych i medycznych Polskiej Akademii Umiejętności, członek honorowy Królewskiego Rumuńskiego Towarzystwa Historii Medycyny, członek Francuskiego Towarzystwa Historii Medycyny.
W pracy naukowej zajmował się przede wszystkim historią chirurgii, historią medycyny wojskowej, biografistyką medyczną (był m.in. autorem haseł w Polskim Słowniku Biograficznym), a także filozofią medycyny i należał do polskiej szkoły filozofii medycyny.
Pochowany na Cmentarzu Srebrzysko w Gdańsku (rejon IX, kwatera profesorów-2-402).

## Ordery i odznaczenia
- Krzyż Oficerski Orderu Odrodzenia Polski (dwukrotnie: 10 listopada 1928[11], 19 sierpnia 1946[12])
- Złoty Krzyż Zasługi (29 kwietnia 1925)[13]
- Order Zasługi Medycznej I klasy (Rumunia, 1930)[14]

## Wybrane prace naukowe
- „Rys dziejów chirurgii wojennej polskiej” (1919)
- „Służba zdrowia w pułku lekkokonnym polskim gwardii Napoleona I” (1925)
- „Służba zdrowia w wojskach starożytnego świata” (1926)
- „Dzieje chirurgii w Polsce” (1927)
- „Dzieje leczenia ran” (1930)
- „Medycyna w dawnej Rosji” (1935)
- „Dzieje kierunków teorii i doktryn filozoficzno-lekarskich” (1935)
- „Biblioteki lekarskie w Polsce” (1948)